# Klas Dykhoff
Klas Dykhoff, född 13 april 1958, är en svensk filmljudtekniker och professor vid Stockholms dramatiska högskola. 
Dykhoff har arbetat med filmljud sen mitten av 1980-talet och forskningen rör framförallt ljudets dramaturgiska roll i film.
Han är styrelsemedlem i intresseföreningen Film Sound Sweden.